# Госоленго
Госолѐнго (на италиански: Gossolengo, на местен диалект Uslèing, Услейнг) е градче и община в северна Италия, провинция Пиаченца, регион Емилия-Романя. Разположено е на 86 m надморска височина. Населението на общината е 5328 души (към 2010 г.).